# Locustopsidae
Famille
Les Locustopsidae sont une famille fossile d'insectes orthoptères.

## Liste des genres
Selon Orthoptera Species File (11 juillet 2018) :
- sous-famille †Araripelocustinae Martins-Neto, 1995
  - †Araripelocusta Martins-Neto, 1995
  - †Britannacrida Gorochov, Jarzembowski & Coram, 2006
- sous-famille †Locustopsinae Handlirsch, 1906
  - †Conocephalella Strand, 1926
  - †Cratolocustopsis Martins-Neto, 2003
  - †Cratozeunerella Martins-Neto, 1998
  - †Locustopsis Handlirsch, 1906
  - †Mesolocustopsis Hong & Wang, 1990
  - †Orichalcum Whalley, 1985
  - †Parapleurites Brauer, Redtenbacher & Ganglbauer, 1889
  - †Plesioschwinzia Zessin, 1988
  - †Schwinzia Zessin, 1983
  - †Zessinia Martins-Neto, 1990
  - †Zeunerella Sharov, 1968
- sous-famille indéterminée
  - †Liadolocusta Handlirsch, 1906
  - †Locustopsites Théobald, 1937
  - †Locustrix Martins-Neto, 2003
  - †Pseudoacrida Lin, 1982

### Publication originale
- Handlirsch, 1906 : Die fossilen insekten und die phylogenie der rezenten formen. Ein Handbuch für Paläontologen und Zoologen. p. 1-1430 (texte intégral).